# Jean Brunier
Jean Brunier (París, 9 d'octubre de 1896 - París, 23 de juny de 1981) va ser un ciclista francès, que va córrer durant la dècada de 1920. En el seu palmarès destaquen el Campionat de França en ruta de 1922 i el de mig fons de 1927. El 1922 fou segon al Tour de Flandes. L' 1 de novembre de 1925 va assolir els 120,958 km/h a l'autòdrom de Linas-Montlhéry, darrere d'una moto.

## Palmarès
- 1922
  -  Campionat de França en ruta
- 1923
  - 1r a la París-Bourges
  - 1r a la ParísParis-Soissons
- 1927
  -  Campió de França de mig fons